# Živilė Balčiūnaitė
Živilė Balčiūnaitė (Vílnius, 3 d'abril de 1979) és una corredora de llarga distància lituana. Balčiūnaitė Va acabar 4ª als Campionats Europeus d'Atletisme de 2006 a Göteborg. També va participar en els Jocs Olímpics de 2004, acabant 14ª. Va acabar 11ª als Jocs Olímpics de 2008.
En abril de 2011, la Federació d'Atletisme de Lituània va anunciar que Balčiūnaitė havia estat suspesa durant dos anys per una prova positiva d'un fàrmac i seria desproveïda de la seua medalla d'or a Barcelona. Balčiūnaitė va dir que era innocent i va dir que la prova de fàrmac positiva era un resultat d'una recepta de fàrmac pel seu gynecologist, tanmateix les regles antidoptage indiquen que cada atleta és responsable de l'ús propi de medicaments.